# Beczner Tamás
Beczner Tamás, írói álnevén Huszty Tamás (Budapest, 1926 – ?) író, kritikus.
Középiskolai tanulmányait követően pályáját tisztviselőként, könyvtárosként és rádióriporterként kezdte. Első elbeszélései a Tizenhatan (1954), illetve az Ébredés (1959) című antológiákban láttak napvilágot, ezenkívül két kisregénye (Játék a múzeumban és Nappali sötétség, 1959), valamint egy regénye is megjelent (Akinek padba vésték a szívét, 1961). Egzisztencialista műveinek tipikus szereplői a kor társadalmi és személyes nehézségeivel küzdő, elesett és boldogtalan fiatalok. Az 1960-as években több filmforgatókönyv megírására is felkérést kapott (pl. Kosztolányi Dezső Pacsirta című művének filmadaptációja, 1963).
1965-ben Nyugat-Németországban telepedett le. A hazai irodalmi körökkel nem veszítette el a kapcsolatot, 1966 és 1969 között rendszeresen jelentek meg elbeszélései és kritikái az Új Látóhatár című folyóiratban. 1970 után már javarészt német nyelven publikált, emellett rádióknak, televízióknak és színházaknak is dolgozott. 1985-ben Das B. L. Ö. D.-Syndrom című szatírájáért megkapta a bajorországi Burghausen városka irodalmi díját.